# Anthaxia aureoviridis
Anthaxia aureoviridis es una especie de escarabajo del género Anthaxia, familia Buprestidae. Fue descrita científicamente por Svoboda en 1994.